# Chemin de fer industriel de Fleurines et Villers-Saint-Frambourg à Pont-Sainte-Maxence
Le chemin de fer industriel de Fleurines et Villers-Saint-Frambourg à Pont-Sainte-Maxence était un chemin de fer industriel français, à voie métrique, allant des sablières de Fleurines et de Villers-Saint-Frambourg jusqu'au quai de Pont-Sainte-Maxence sur l'Oise dans le département de l'Oise (actuelle région Hauts-de-France). Il faisait 8,2 km de long avec un écartement de 1,000 mm.

## Histoire
Le chemin de fer léger a probablement été posé pour la première fois à la fin du XIXe siècle.
La Société Anonyme des Sablières de l'Oise et de la Région de Fontainebleau a fourni à la Compagnie de Saint Gobain du sable pour la production de verre jusqu'à ce que des conflits éclatent entre les deux sociétés et la commune de Fleurines pendant la Première Guerre mondiale. Les tentatives d'arbitrage n'ayant pas abouti, les sablières et le tramway ont été fermés. La Société des Sablières de l'Oise, qui possédait plusieurs sablières dans la région, a supprimé les voies de Fleurines à Pont-Sainte-Maxence vers 1920 et a utilisé les rails du tramway à voie 600 mm à Villeneuve-sur-Verberie du sable des fosses à Villeneuve-sur-Verberie et Roberval jusqu'au port de Moru sur l' Oise.
Vers 1975, la société Sofraco a extrait à nouveau du sable de la sablière, qui a été transporté par camions, jusqu'à l'arrêt des opérations vers 1984.

## Caractéristiques
La ligne interurbaine longue de 3,8 km commençait à Carrière les Communes dans la Vallée des Peaux-Rouges à Fleurines. L'embranchement rectiligne de 4,4 km de long partait de la sablière de Villers-Saint-Frambourg. Ils se rejoignaient à la Maison Forestière du Grand Maitre dans la Forêt d'Halatte et longeaient la route nationale 17 jusqu'au port de l'Oise à Pont-Sainte-Maxence,.

La ligne sur différents sites
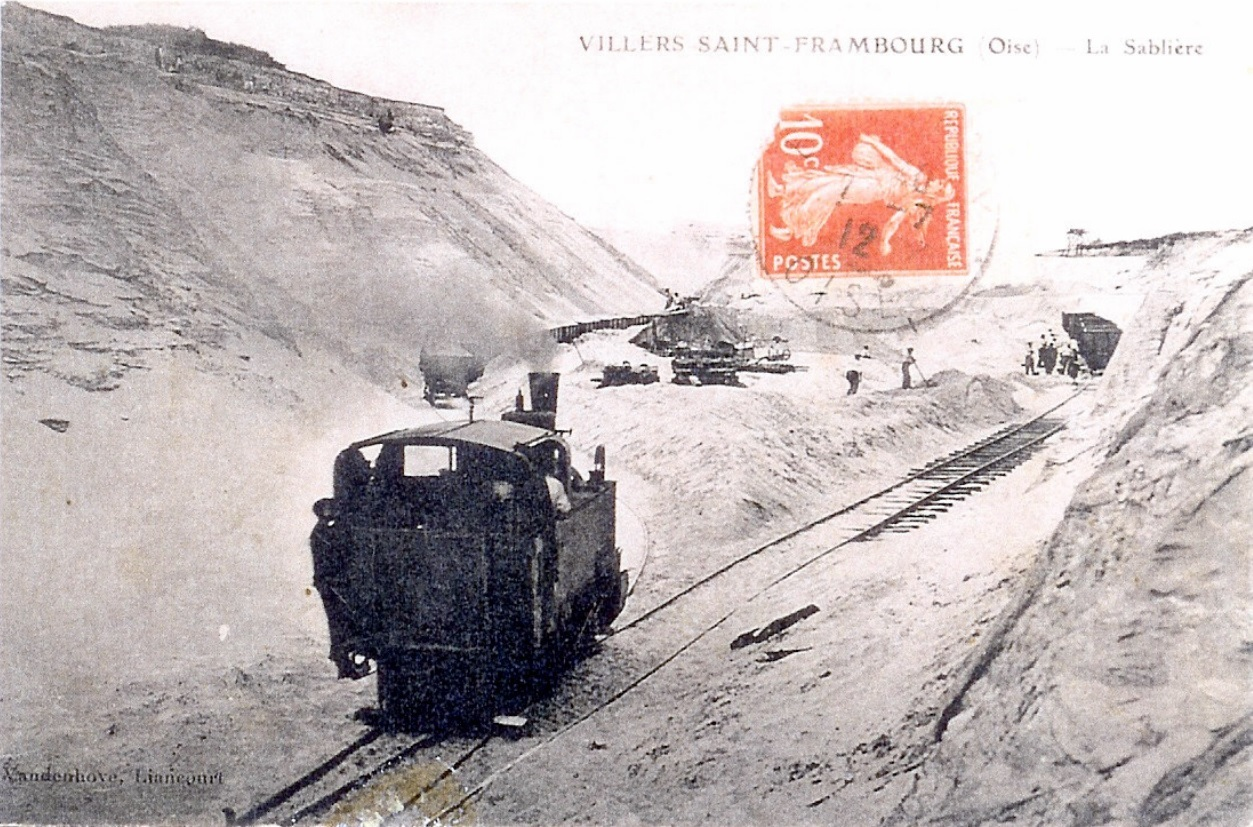
Fosse de sable près de Villers-Saint-Frambourg.
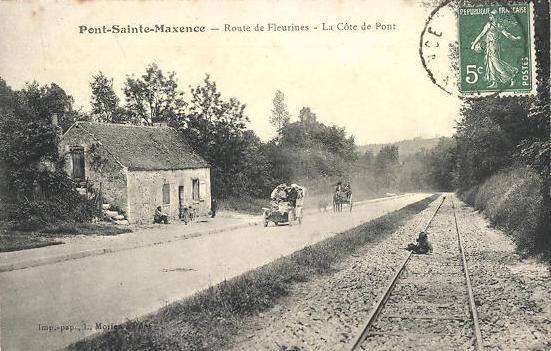
La voie le long de la RN 17.
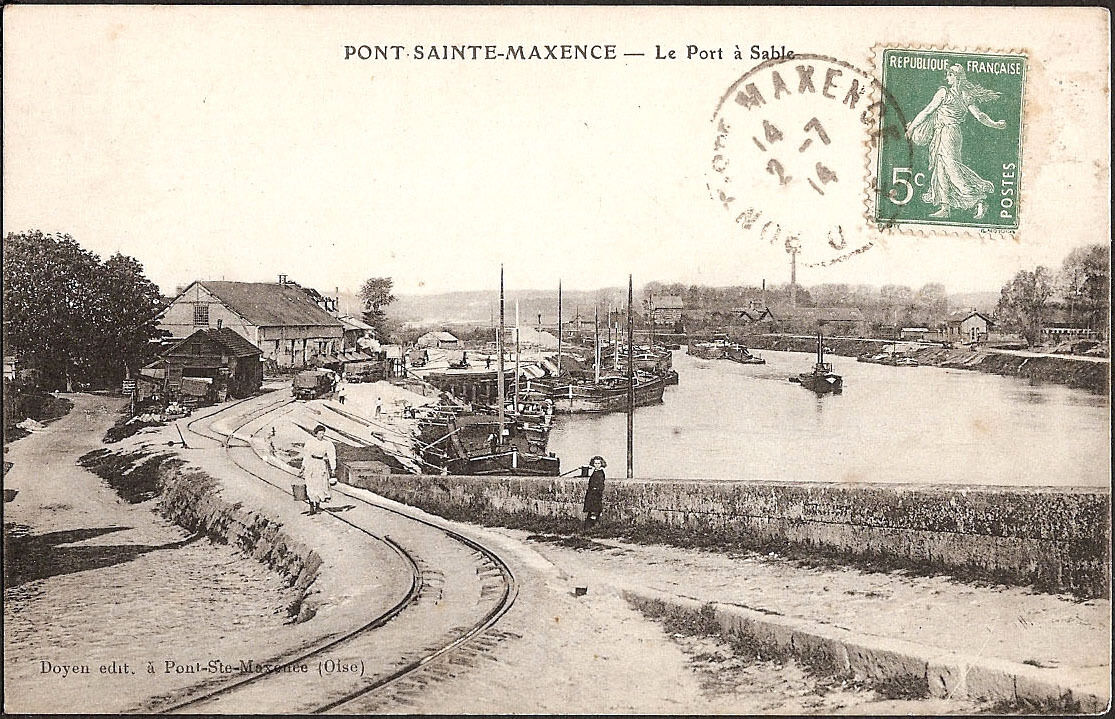
Quai sur l'Oise à Pont-Sainte-Maxence.